# معركة لينينو
كانت معركة لينينو اشتباكًا تكتيكيًا في الحرب العالمية الثانية، وقعت في 12 و13 أكتوبر 1943، شمال قرية لينينو بمنطقة موجيلوف في بيلاروسيا. كانت المعركة نفسها جزءًا من عملية هجومية سوفيتية أكبر على سباس- دمينسك بهدف تطهير الضفة الشرقية لنهر دنيبر من القوات الألمانية واختراق دفاعات خط بانثر ووتان. وكانت واحدة من أولى الاشتباكات الكبرى للقوات المسلحة البولندية في الشرق، فهي من المعارك البارزة في التاريخ العسكري البولندي.
لم تتمكن القوات البولندية والسوفيتية من الحفاظ على تقدمها، بالرغم من اختراقها للدفاعات الألمانية وإلحاق خسائر فادحة بالألمان. كان هناك فشل في التنسيق الفعال مع وحدات الجيش الأحمر الأخرى ونقصٌ في الدعم المدفعي أو الغطاء الجوي المشتبك في النزاع بسبب الهجوم المضاد المستمر لدبابات الفيرماخت ضد جيش الحرس العاشر شمال الجيش الثالث والثلاثين. فأُجبرت الفرقة على اتخاذ مواقع دفاعية، وأوعز لها بملازمة مواقعها وانتظار وصول فيلق فرسان الحرس السادس إلى قطاعها، والذي كان مكلفًا باختراق الموقع الدفاعي الألماني.
لم تصل الإغاثة أبدًا؛ بعد يومين، تكبدت فرقة المشاة البولندية الأولى تاديوش كوستيوشكو خسائر بنسبة 25% وكان لا بد من سحبها، في حين كانت القوات السوفيتية المتبقية أضعف من أن توسع الاختراق المحرز.

## المعركة

### التحركات الأولى
قبل ثلاثة أيام من المعركة الفعلية، أي في 9 أكتوبر، أمر الجنرال زيغمونت برلينغ، قائد الفرقة الأولى البولندية، بشن هجوم استطلاعي على الخطوط الألمانية. فشل الهجوم بسبب القصف المدفعي الألماني الثقيل، لكنه أثار انتباه المقر الألماني إلى الأعمال الهجومية المحتملة في هذا القطاع من الجبهة. وبالإضافة إلى ذلك، أبلغ الألمان عن عبور ما لا يقل عن 1,000 جندي بولندي وسوفيتي الحدود قبل المعركة خوفًا من إعادتهم إلى معسكرات العمل عند انتهاء الحرب. ونتيجة لذلك كانت القوات الألمانية على علم بالاستعدادات والخطط البولندية والسوفيتية.
وبحلول 11 أكتوبر، كانت خطط هجوم بولندي سوفيتي مشترك جاهزة وأُرسلت إلى مختلف الوحدات الفرعية المسيرة في المنطقة. كان من المقرر أن تضم القوة الرئيسية للهجوم فوجا المشاة البولنديين الأول والثاني، على أن يتبع الفوج الثالث الفوج الثاني في القطاع الشمالي. وكان من المزمع شل حركة خطوط العدو بوابل من النيران يستمر 100 دقيقة. وتقرر بدء الهجوم في الساعة 9 صباحًا من يوم 12 أكتوبر.

### الاستطلاع الهجومي
على الرغم من جهوزية الخطط، فقد أصدرت القيادة السوفيتية مساء يوم 11 أكتوبر أمرًا للبولنديين ببدء الهجوم في وقت أبكر مما كان مخططًا له، مع محاولة أخرى لاستطلاع الخطوط الألمانية عند السادسة صباحًا من اليوم التالي. وصلت الأوامر إلى الكتيبة الأولى، فوج المشاة الأول، قبل ساعتين فقط من الهجوم.
وعند الساعة 5:50 صباحًا غادرت الكتيبة الأولى مواقعها وبدأت بالتقدم نحو نهر ميريا، وكانت الخنادق الألمانية على بعد 200 متر غربًا. وبدعم هزيل من مدفعية الفرقة، واجهت قوات الكتيبة مقاومة ألمانية شرسة من مواقع مهيأة جيدًا. وتمكنت الوحدة من الوصول إلى الصف الأول من الخنادق، ولكنها تعرضت بعد ذلك لهجوم مضاد ودُحرت أمام الخطوط الألمانية. تكبدت الكتيبة ما يزيد عن 50% من الضحايا، لكنها صمدت في المواقع الدفاعية التي هيأتها بذات اللحظة لمدة ثلاث ساعات، حتى بدأ الهجوم الرئيسي. لكنها فشلت في استكشاف خطوط العدو، ولم تكتشف سوى أن الوحدات الألمانية كانت أقوى بكثير مما كان متوقعًا. وبالإضافة إلى ذلك، أنذر الهجوم المبكر المقر الرئيسي الألماني بالضربة المخطط لها في هذه المنطقة ومنحهم الوقت للاستعداد.

### الهجوم الرئيسي
خلال الهجوم النهائي، حادت الأمور كثيرًا عن الخطة المقررة. وكان من المقرر أن يبدأ القصف المدفعي عند الساعة 8:20 صباحًا، لكنه أُرجأ بسبب الضباب الكثيف. وكان من المفترض أن يستمر 100 دقيقة، لكن قائد الجيش السوفيتي الثالث والثلاثين، الجنرال فاسيلي نيكولايفيتش غوردوف، ألغى الأمر بعد أقل من ساعة، معتقدًا أن الخطوط الألمانية قد دمرتها قاذفات صواريخ الكاتيوشا السوفيتية.
بدأ هجوم المشاة عند العاشرة صباحًا. تقدمت قوة بولندية ثابتة التشكيل من الفوج الأول نحو خطوط الكتيبة الأولى، ومن ثم إلى الخط الأول من الخنادق الألمانية دون مقاومة تذكر. بيد أن القوات الألمانية كانت قد انسحبت إلى الخط الثاني بسبب القصف المدفعي، مما سمح لقواتها بتجنب الخسائر. وفي الحقول المفتوحة بين الخطوط الألمانية، أُهلكت فرقة المشاة البولندية بنيران مركزة من المدافع الرشاشة الألمانية. وفي حين أُحكمت السيطرة على الخط الثاني أيضًا، فإن هذا النصر جاء بثمن: إذ أن الوحدات السوفيتية التي كان من المقرر أن تغطي جانبي فرقة المشاة البولندية لم تترك مواقعها الأولية وتكبد رأس الحربة البولندي خسائر فادحة سواء من المدافع الرشاشة المرافقة أو النيران الصديقة للمدفعية السوفيتية.
كان أداء الفوج الثاني على الجانب الشمالي أفضل قليلًا. إذ بلغ الخط الألماني الأول دون مقاومة تقريبًا، وبحلول الظهر، تمكن من الاستيلاء على قرية بولزوخي، التي كانت تقع بين صفي الخنادق الألمانية الأول والثاني. نفذت الوحدات الألمانية هجومًا مضادًا وتلاه اشتباك وثيق في القرية التي تلتهمها النيران. وتكبد الفوج خسائر فادحة، أثناء تأمينه الموقع من خلال مناورة مطوقة للكتيبة الثالثة. بالإضافة إلى ذلك، فشلت إمدادات الجيش في الوصول إلى الوحدات المقاتلة وعازت معظم سراياه الذخيرة. وبسبب ذلك، كان لا بد من وقف أي تقدم آخر. وفي تلك الأثناء تعرض الفوج الأول للتهديد من موقع ألماني قوي في قرية تريغوبوفو على جناحه الأيسر. كان من المزمع أن تسيطر فرقة المشاة السوفيتية 290 على القرية، لكنها فشلت في تحقيق ذلك. وبعد قتال عنيف، جرى الاستيلاء على القرية عند الظهر، ولكن بعد ذلك فشلت العمليات اللوجستية واستنفذ الفوج إمداداته من الذخيرة أيضًا.
وبحلول الظهر، تمكنت الفرقة الأولى البولندية من اختراق الخطوط الألمانية حتى عمق ثلاثة كيلومترات، إلا أنه كان لا بد من وقف الهجوم. إذ لم تعبر الدبابات السوفيتية، التي كان من المقرر أن تدعم الاختراق، نهر ميريا وأوقفت الفرقتان السوفيتيتان بالقرب من خطوطهما الأولية. ولم تبدأ الدبابات في عبور النهر إلا بعد الظهر. وفيما جهز المهندسون الجسور المرتجلة، كانت الطرق المؤدية إلى النهر مليئة بالمستنقعات. وفقدت سرية الدبابات الثانية خمس دبابات، اثنتان بنيران العدو، فيما لم تتمكن الثلاثة المتبقية من الوصول إلى معابر النهر على الإطلاق. كان من المقرر أن تعبر سرية الدبابات الأولى النهر عبر جسر في لينينو. وعلاوة على ذلك، توقف تقدمهم بسبب القصف الجوي الألماني، وتكبدوا المزيد من الخسائر خلال معارك بولزوخي وتريغوبوفو.

### الهجوم المضاد
وفي الساعة الثانية ظهرًا، خفت حدة الضباب وشنت فرقة المشاة 337 الألمانية هجومًا مضادًا. وبمساعدة اللوفتفافه وقوات الفيلق 39 الألماني الاحتياطية، اقتحم التشكيل المواقع البولندية في تريغوبوف، التي كانت تسيطر عليها الكتيبة الثانية من الفوج الأول. صُد الهجوم الأولي، ولكن في النهاية أجبرت الدبابات الألمانية والتفوق الجوي الكامل البولنديين على التخلي عن مواقعهم. وحاولت الكتيبة الثالثة استعادة القرية لكنها فشلت. وهاجم الألمان المواقع البولندية في التل 215.5 ودفعوها شرقًا. وبدأ الفوج الأول يفقد تماسكه، وزادت الفوضى عندما اختفى قائده وكان لا بد من استبدال العقيد بوليسلاف كينيفيتش به، وهو ضابط سوفيتي من أصل بولندي. وتعرضت مواقع الفوج الثاني لهجوم أمامي وجانبي. منع وابل كثيف من مدافع الهاوتزر السوفيتية من محاصرة الوحدة وتدميرها بالكامل. لكن الخسائر كانت فادحة وخسر الفوج قرية بولزوخي.